# Bressoux
Bressoux is een deelgemeente van de Belgische stad Luik. Bressoux ligt in het noordoosten van de stad, het is een typische voorstad en wordt gekenmerkt door onder andere enkele hoge flatgebouwen. Bressoux heeft een spoorwegstation aan spoorlijn 40 (Luik-Wezet-Maastricht).
Bressoux bestaat uit drie delen:
- Droixhe
- Bressoux-Haut
- Bressoux-Bas

## Geschiedenis
Bressoux was oorspronkelijk een gehucht van Grivegnée. Op kerkelijk gebied hing het dorp af van de Sint-Remaclusparochie van Luik. In 1832 werd Bressoux dan bij de parochie Grivegnée gevoegd.
Vanaf het midden van de 19e eeuw begon Bressoux zich snel te ontwikkelen tot een woongebied voor de arbeiders in het Luikse industriegebied. In 1871 werd Bressoux afgesplitst van Grivegnée en werd het dan ook een zelfstandige gemeente. Kerkelijk zou Bressoux pas in 1893 een zelfstandige parochie worden. In 1927 werd een gedeelte van Droixhe (63 hectare onbewoond overstromingsgebied van de Maas) afgestaan aan de stad Luik.
In de 20e eeuw werd Bressoux de dichtstbevolkte gemeente van de Luikse agglomeratie. Vanaf de Tweede Wereldoorlog trokken vele inwoners weg naar de rand van de agglomeratie en begon Bressoux te ontvolken.

## Demografische ontwikkeling
- Bronnen:NIS, Opm:1831 tot en met 1970=volkstellingen; 1976 = inwoneraantal op 31 december

## Bezienswaardigheden
- Onze-Lieve-Vrouw van de Rozenkranskerk
- Onze-Lieve-Vrouw-van-Lourdeskerk
- Begraafplaats van Robermont

## Natuur en landschap
Bressoux, gelegen aan de Maas en het Afwateringskanaal Luik, is sterk verstedelijkt. De Pont de Bressoux, over het Afwateringskanaal Luik, verbindt Bressoux met de Luikse wijk Outremeuse, en de Pont Atlas verbindt Bressoux met de Luikse wijken Coronmeuse en Saint-Léonard.
Bressoux-Bas ligt op een vlakte van Maasafzettingen. In zuidoostelijke richting is er de grote begraafplaats van Robermont, en een busremise.

## Foto's

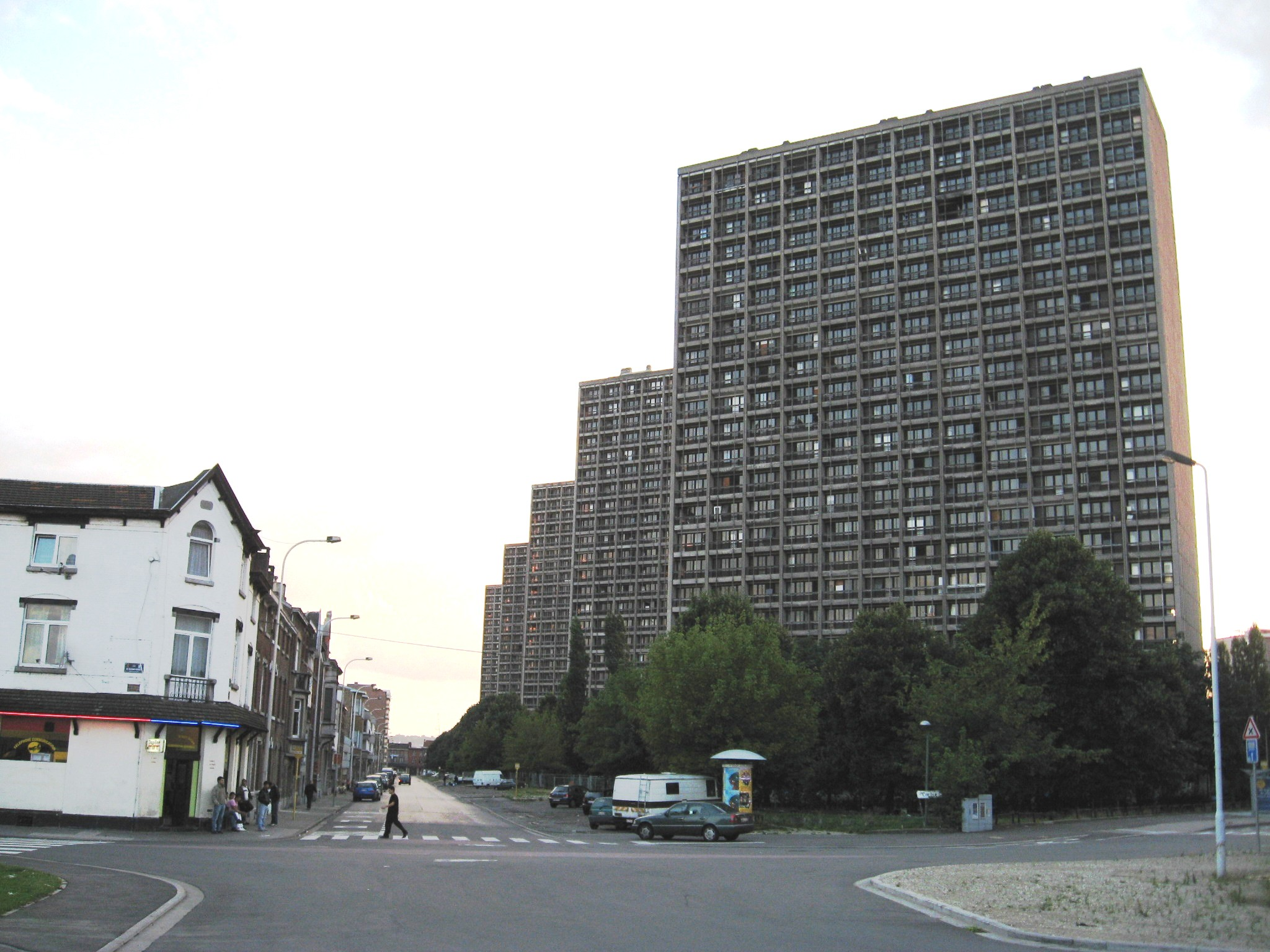
Inmiddels gesloopte Flatgebouwen in de wijk Droixhe

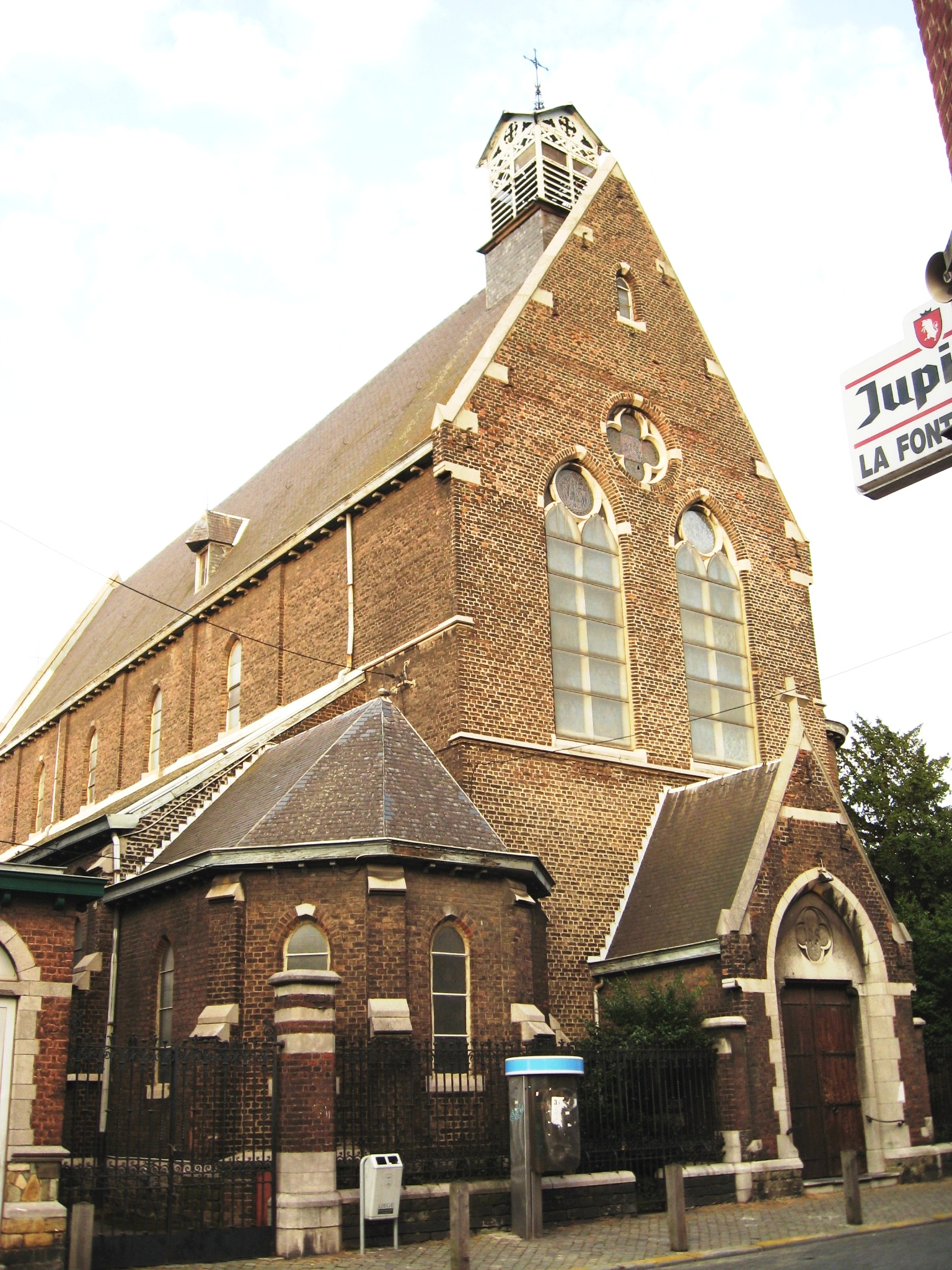
De Onze-Lieve-Vrouw van de Rozenkranskerk van Bressoux

## Geboren in Bressoux
- Henri Mestrez (1900-1959), componist en dirigent
- Jean Nicolay (1937-2014), ex-voetballer (keeper  van Standard Luik en de Belgische nationale ploeg)

## Nabijgelegen kernen
Bressoux grenst aan de volgende Luikse wijken:
- Outremeuse, Amercoeur, Saint-Léonard

Bressoux grenst aan de volgende tot de gemeente Luik behorende plaatsen:
- Jupille-sur-Meuse, Grivegnée

Deelgemeenten: Angleur · Bressoux · Chênée · Glain · Grivegnée · Jupille-sur-Meuse · Luik · Rocourt · Wandre

Wijken: Amercœur · Burenville · Bois-de-Breux · Centre · Cointe · Droixhe · Guillemins · Kinkempois · Laveu · Longdoz · Nord · Outremeuse  · Saint-Laurent · Sainte-Marguerite · Sainte-Walburge · Sart-Tilman · Sclessin · Thier-à-Liège · Vennes

Subwijken: Avroy · Coronmeuse · Cornillon · Fétinne · Naimette-Xhovémont · Pierreuse · Saint-Gilles · Saint-Léonard

Buurten: Le Carré · Féronstrée et Hors-Château · Quartier latin

Belgische gemeenten · arrondissement Luik · provincie Luik · Wallonië